# Davis Cup 2024 – kvalifikační kolo
Kvalifikační kolo Davis Cupu 2024 představovalo dvanáct mezistátních tenisových zápasů hraných mezi 1. a 4. únorem 2024. V rámci Davis Cupu 2024 do něj nastoupilo dvacet čtyři družstev, která vytvořila dvanáct párů. Dvoudenní vzájemná mezistátní utkání se konala ve formátu domácího a hostujícího týmu do tři vítězných bodů (čtyři dvouhry a čtyřhra).
Dvanáct vítězů kvalifikačního kola postoupilo do skupinové fáze finálového turnaje hrané v září 2024. Na dvanáct poražených čekala účast v zářijové 1. světové skupině 2024. Los kvalifikačních dvojic se uskutečnil v den finálového duelu ročníku 2023 v Málaze. Španělsko a Velká Británie obdržely divoké karty do finálového turnaje 2024 bez nutnosti průchodu kvalifikačním kolem.

## Přehled
Účast v kvalifikačním kole si zajistilo 24 týmů:
- 12 týmů z 3.–16. místa finále 2023 (Španělsko a Velká Británie obdržely divokou kartu do finále)
- 12 vítězů 1. světové skupiny 2023

| Nasazené týmy 1. Kanada (2. ITF) 2. Srbsko (5.) 3. Chorvatsko (6.) 4. Německo (8.) 5. Nizozemsko (9.) 6. Česko (10.) 7. Spojené státy (11.) 8. Finsko (12.) 9. Francie (13.) 10. Kazachstán (14.) 11. Švédsko (15.) 12. Chile (16.) | Nenasazené týmy - Belgie (17.) - Jižní Korea (18.) - Argentina (19.) - Švýcarsko (21.) - Maďarsko (22.) - Slovensko (23.) - Brazílie (25.) - Portugalsko (26.) - Izrael (31.) - Tchaj-wan (32.) - Peru (34.) - Ukrajina (35.) |

Žebříček ITF k 27. listopadu 2023.
| Kvalifikační kolo – 1.–2., 2.–3. a 3.–4. února 2024 | Kvalifikační kolo – 1.–2., 2.–3. a 3.–4. února 2024 | Kvalifikační kolo – 1.–2., 2.–3. a 3.–4. února 2024 | Kvalifikační kolo – 1.–2., 2.–3. a 3.–4. února 2024 | Kvalifikační kolo – 1.–2., 2.–3. a 3.–4. února 2024 | Kvalifikační kolo – 1.–2., 2.–3. a 3.–4. února 2024 | Kvalifikační kolo – 1.–2., 2.–3. a 3.–4. února 2024 |
| Domácí                                              | výsledek                                            | hosté                                               | místo konání                                        | areál / hala                                        | povrch                                              |                                                     |
| --------------------------------------------------- | --------------------------------------------------- | --------------------------------------------------- | --------------------------------------------------- | --------------------------------------------------- | --------------------------------------------------- | --------------------------------------------------- |
| Kanada [1]                                          | 3–1                                                 | Jižní Korea                                         | Montréal                                            | IGA Stadium                                         | tvrdý (hala)                                        |                                                     |
| Srbsko [2]                                          | 0–4                                                 | Slovensko                                           | Kraljevo                                            | Sportovní hala Kraljevo                             | antuka (hala)                                       |                                                     |
| Chorvatsko [3]                                      | 1–3                                                 | Belgie                                              | Varaždín                                            | Varaždin Arena                                      | tvrdý (hala)                                        |                                                     |
| Maďarsko                                            | 2–3                                                 | Německo [4]                                         | Tatabánya                                           | Multifunctional Arena                               | tvrdý (hala)                                        |                                                     |
| Nizozemsko [5]                                      | 3–2                                                 | Švýcarsko                                           | Groningen                                           | MartiniPlaza                                        | tvrdý (hala)                                        |                                                     |
| Česko [6]                                           | 4–0                                                 | Izrael                                              | Třinec                                              | Vitality Slezsko                                    | tvrdý (hala)                                        |                                                     |
| Ukrajina                                            | 0–4                                                 | Spojené státy [7]                                   | Vilnius (Litva)                                     | SEB Arena                                           | tvrdý (hala)                                        |                                                     |
| Finsko [8]                                          | 3–1                                                 | Portugalsko                                         | Turku                                               | Gatorade Center                                     | tvrdý (hala)                                        |                                                     |
| Tchaj-wan                                           | 0–4                                                 | Francie [9]                                         | Tchaj-pej                                           | Taipei Tennis Center                                | tvrdý (hala)                                        |                                                     |
| Argentina                                           | 3–2                                                 | Kazachstán [10]                                     | Rosario                                             | Jockey Club de Rosario                              | antuka                                              |                                                     |
| Švédsko [11]                                        | 1–3                                                 | Brazílie                                            | Helsingborg                                         | Helsingborg Arena                                   | tvrdý (hala)                                        |                                                     |
| Chile [12]                                          | 3–2                                                 | Peru                                                | Santiago                                            | Estadio Nacional                                    | tvrdý                                               |                                                     |

## Zápasy kvalifikačního kola

### Kanada vs. Jižní Korea
| | Kanada | 3 :                                                          | 1   | Jižní Korea |     |            |
| --- | ------ | ------------------------------------------------------------ | --- | ----------- | --- | ---------- |
| IGA Stadium, Montréal, Kanada 2.–3. února 2024 tvrdý (hala) |        |                                                              |     |             |     |            |
| \| \| \| \| 1. \| 2. \| 3. \| \| \| -- \| \| ------------------------------------------------------------ \| --- \| ---- \| --- \| ---------- \| \| 1. \| \| Gabriel Diallo Kwon Sun-u \| 6 4 \| 6 4 \| \| \| \| 2. \| \| Vasek Pospisil Hong Song-čchan \| 6 4 \| 6 3 \| \| \| \| 3. \| \| Alexis Galarneau / Vasek Pospisil Nam Či-song / Song Min-kju \| 4 6 \| 7 64 \| 3 6 \| \| \| 4. \| \| Gabriel Diallo Hong Song-čchan \| 7 5 \| 4 6 \| 6 1 \| \| \| 5. \| \| Vasek Pospisil Kwon Sun-u \| \| \| \| nehrálo se \| \| \| \| \| \| \| \| \| \| \| \| \| \| \| \| \| \| \| \| \| \| \| \| \| \| \| \| \| \| \| \| \| \| \| \| \| \| \| \| \| |        |                                                              |     |             |     |            |
| |        |                                                              | 1.  | 2.          | 3.  |            |
| 1. |        | Gabriel Diallo Kwon Sun-u                                    | 6 4 | 6 4         |     |            |
| 2. |        | Vasek Pospisil Hong Song-čchan                               | 6 4 | 6 3         |     |            |
| 3. |        | Alexis Galarneau / Vasek Pospisil Nam Či-song / Song Min-kju | 4 6 | 7 64        | 3 6 |            |
| 4. |        | Gabriel Diallo Hong Song-čchan                               | 7 5 | 4 6         | 6 1 |            |
| 5. |        | Vasek Pospisil Kwon Sun-u                                    |     |             |     | nehrálo se |
| |        |                                                              |     |             |     |            |
| |        |                                                              |     |             |     |            |
| |        |                                                              |     |             |     |            |
| |        |                                                              |     |             |     |            |
| |        |                                                              |     |             |     |            |

### Srbsko vs. Slovensko
| | Srbsko | 0 :                                                         | 4    | Slovensko |     |            |
| --- | ------ | ----------------------------------------------------------- | ---- | --------- | --- | ---------- |
| Sportovní hala Kraljevo, Kraljevo, Srbsko 2.–3. února 2024 antuka (hala) |        |                                                             |      |           |     |            |
| \| \| \| \| 1. \| 2. \| 3. \| \| \| -- \| \| ----------------------------------------------------------- \| ---- \| --- \| --- \| ---------- \| \| 1. \| \| Miomir Kecmanović Lukáš Klein \| 62 7 \| 2 6 \| \| \| \| 2. \| \| Dušan Lajović Alex Molčan \| 6 4 \| 2 6 \| 0 6 \| \| \| 3. \| \| Nikola Ćaćić / Miomir Kecmanović Lukáš Klein / Igor Zelenay \| 64 7 \| 3 6 \| \| \| \| 4. \| \| Laslo Djere Lukáš Pokorný \| 3 4 \| \| \| skreč \| \| 5. \| \| Dušan Lajović Lukáš Klein \| \| \| \| nehrálo se \| \| \| \| \| \| \| \| \| \| \| \| \| \| \| \| \| \| \| \| \| \| \| \| \| \| \| \| \| \| \| \| \| \| \| \| \| \| \| \| \| |        |                                                             |      |           |     |            |
| |        |                                                             | 1.   | 2.        | 3.  |            |
| 1. |        | Miomir Kecmanović Lukáš Klein                               | 62 7 | 2 6       |     |            |
| 2. |        | Dušan Lajović Alex Molčan                                   | 6 4  | 2 6       | 0 6 |            |
| 3. |        | Nikola Ćaćić / Miomir Kecmanović Lukáš Klein / Igor Zelenay | 64 7 | 3 6       |     |            |
| 4. |        | Laslo Djere Lukáš Pokorný                                   | 3 4  |           |     | skreč      |
| 5. |        | Dušan Lajović Lukáš Klein                                   |      |           |     | nehrálo se |
| |        |                                                             |      |           |     |            |
| |        |                                                             |      |           |     |            |
| |        |                                                             |      |           |     |            |
| |        |                                                             |      |           |     |            |
| |        |                                                             |      |           |     |            |

### Chorvatsko vs. Belgie
| | Chorvatsko | 1 :                                                  | 3   | Belgie |      |            |
| --- | ---------- | ---------------------------------------------------- | --- | ------ | ---- | ---------- |
| Varaždin Arena, Varaždín, Chorvatsko 3.–4. února 2024 |            |                                                      |     |        |      |            |
| \| \| \| \| 1. \| 2. \| 3. \| \| \| -- \| \| ---------------------------------------------------- \| --- \| --- \| ---- \| ---------- \| \| 1. \| \| Marin Čilić Zizou Bergs \| 4 6 \| 6 4 \| 4 6 \| \| \| 2. \| \| Duje Ajduković Joris De Loore \| 6 1 \| 6 4 \| \| \| \| 3. \| \| Ivan Dodig / Mate Pavić Sander Gillé / Joran Vliegen \| 6 2 \| 3 6 \| 64 7 \| \| \| 4. \| \| Duje Ajduković Zizou Bergs \| 1 6 \| 5 7 \| \| \| \| 5. \| \| Marin Čilić Joris De Loore \| \| \| \| nehrálo se \| \| \| \| \| \| \| \| \| \| \| \| \| \| \| \| \| \| \| \| \| \| \| \| \| \| \| \| \| \| \| \| \| \| \| \| \| \| \| \| \| |            |                                                      |     |        |      |            |
| |            |                                                      | 1.  | 2.     | 3.   |            |
| 1. |            | Marin Čilić Zizou Bergs                              | 4 6 | 6 4    | 4 6  |            |
| 2. |            | Duje Ajduković Joris De Loore                        | 6 1 | 6 4    |      |            |
| 3. |            | Ivan Dodig / Mate Pavić Sander Gillé / Joran Vliegen | 6 2 | 3 6    | 64 7 |            |
| 4. |            | Duje Ajduković Zizou Bergs                           | 1 6 | 5 7    |      |            |
| 5. |            | Marin Čilić Joris De Loore                           |     |        |      | nehrálo se |
| |            |                                                      |     |        |      |            |
| |            |                                                      |     |        |      |            |
| |            |                                                      |     |        |      |            |
| |            |                                                      |     |        |      |            |
| |            |                                                      |     |        |      |            |

### Maďarsko vs. Německo
| | Maďarsko | 2 :                                                      | 3    | Německo |    |  |
| --- | -------- | -------------------------------------------------------- | ---- | ------- | -- |  |
| Multifunctional Arena, Tatabánya, Maďarsko 2.–3. února 2024 tvrdý (hala) |          |                                                          |      |         |    |  |
| \| \| \| \| 1. \| 2. \| 3. \| \| \| -- \| \| -------------------------------------------------------- \| ---- \| ---- \| -- \| \| \| 1. \| \| Fábián Marozsán Dominik Koepfer \| 2 6 \| 64 7 \| \| \| \| 2. \| \| Márton Fucsovics Jan-Lennard Struff \| 6 3 \| 7 5 \| \| \| \| 3. \| \| Fábián Marozsán / Máté Valkusz Kevin Krawietz / Tim Pütz \| 3 6 \| 63 7 \| \| \| \| 4. \| \| Máté Valkusz Jan-Lennard Struff \| 3 6 \| 2 6 \| \| \| \| 5. \| \| Zsombor Piros Kevin Krawietz \| 7 62 \| 6 3 \| \| \| \| \| \| \| \| \| \| \| \| \| \| \| \| \| \| \| \| \| \| \| \| \| \| \| \| \| \| \| \| \| \| \| \| \| \| \| \| \| \| \| |          |                                                          |      |         |    |  |
| |          |                                                          | 1.   | 2.      | 3. |  |
| 1. |          | Fábián Marozsán Dominik Koepfer                          | 2 6  | 64 7    |    |  |
| 2. |          | Márton Fucsovics Jan-Lennard Struff                      | 6 3  | 7 5     |    |  |
| 3. |          | Fábián Marozsán / Máté Valkusz Kevin Krawietz / Tim Pütz | 3 6  | 63 7    |    |  |
| 4. |          | Máté Valkusz Jan-Lennard Struff                          | 3 6  | 2 6     |    |  |
| 5. |          | Zsombor Piros Kevin Krawietz                             | 7 62 | 6 3     |    |  |
| |          |                                                          |      |         |    |  |
| |          |                                                          |      |         |    |  |
| |          |                                                          |      |         |    |  |
| |          |                                                          |      |         |    |  |
| |          |                                                          |      |         |    |  |

### Nizozemsko vs. Švýcarsko
| | Nizozemsko | 3 :                                                                   | 2     | Švýcarsko |     |  |
| --- | ---------- | --------------------------------------------------------------------- | ----- | --------- | --- |  |
| MartiniPlaza, Groningen, Nizozemsko 2.–3. února 2024 tvrdý (hala) |            |                                                                       |       |           |     |  |
| \| \| \| \| 1. \| 2. \| 3. \| \| \| -- \| \| --------------------------------------------------------------------- \| ----- \| ---- \| --- \| \| \| 1. \| \| Tallon Griekspoor Marc-Andrea Hüsler \| 7 63 \| 7 63 \| \| \| \| 2. \| \| Botic van de Zandschulp Leandro Riedi \| 4 6 \| 63 7 \| \| \| \| 3. \| \| Wesley Koolhof / Jean-Julien Rojer Marc-Andrea Hüsler / Leandro Riedi \| 65 7 \| 62 7 \| \| \| \| 4. \| \| Tallon Griekspoor Leandro Riedi \| 78 66 \| 7 63 \| \| \| \| 5. \| \| Botic van de Zandschulp Marc-Andrea Hüsler \| 5 7 \| 7 65 \| 6 3 \| \| \| \| \| \| \| \| \| \| \| \| \| \| \| \| \| \| \| \| \| \| \| \| \| \| \| \| \| \| \| \| \| \| \| \| \| \| \| \| \| \| |            |                                                                       |       |           |     |  |
| |            |                                                                       | 1.    | 2.        | 3.  |  |
| 1. |            | Tallon Griekspoor Marc-Andrea Hüsler                                  | 7 63  | 7 63      |     |  |
| 2. |            | Botic van de Zandschulp Leandro Riedi                                 | 4 6   | 63 7      |     |  |
| 3. |            | Wesley Koolhof / Jean-Julien Rojer Marc-Andrea Hüsler / Leandro Riedi | 65 7  | 62 7      |     |  |
| 4. |            | Tallon Griekspoor Leandro Riedi                                       | 78 66 | 7 63      |     |  |
| 5. |            | Botic van de Zandschulp Marc-Andrea Hüsler                            | 5 7   | 7 65      | 6 3 |  |
| |            |                                                                       |       |           |     |  |
| |            |                                                                       |       |           |     |  |
| |            |                                                                       |       |           |     |  |
| |            |                                                                       |       |           |     |  |
| |            |                                                                       |       |           |     |  |

### Česko vs. Izrael
| | Česko | 4 :                                                        | 0   | Izrael |          |            |
| --- | --- | ---------------------------------------------------------- | --- | ------ | -------- | ---------- |
| Vitality Slezsko, Třinec, Česko 3.–4. února 2024 tvrdý – Rebound Ace (hala) | |                                                            |     |        |          |            |
| \| \| \| \| 1. \| 2. \| 3. \| \| \| ----------- \| --------------------------------------------------------------------------------------------------------------------------------------------------------------------------------------------------------------------------------------------------------------------------------------------------------------------------------------------------------------------- \| ---------------------------------------------------------- \| --- \| ---- \| -------- \| ---------- \| \| 1. \| \| Jakub Menšík Jišaj Oli'el \| 6 1 \| 7 64 \| \| \| \| 2. \| \| Jiří Lehečka Daniel Cukierman \| 6 1 \| 7 62 \| \| \| \| 3. \| \| Tomáš Macháč / Adam Pavlásek Daniel Cukierman / Edan Lešem \| 4 1 \| \| \| skreč \| \| 4. \| \| Vít Kopřiva Orel Kimhi \| 3 6 \| 6 3 \| [11] [9] \| \| \| 5. \| \| Jakub Menšík Daniel Cukierman \| \| \| \| nehrálo se \| \| Nominace \| \| \| \| \| \| \| \| \| Česko: Jiří Lehečka, Tomáš Macháč, Vít Kopřiva, Jakub Menšík, Adam Pavlásek, nehrající kapitán Jaroslav Navrátil[10] \| \| \| \| \| \| \| \| Izrael: Jišaj Oli'el, Orel Kimhi, Daniel Cukierman, Edan Lešem, Roy Stepanov, nehrající kapitán Jonatan Erlich[10] \| \| \| \| \| \| \| Podrobnosti \| \| \| \| \| \| \| \| \| Předchozí poměr vzájemných zápasů mezi Českem a Izarelem činil 4:1. Do bilance byly započítány i střetnutí v letech 1966 a 1987, kdy utkání odehráli reprezentanti předchozího státního útvaru Československa. Naposledy vyhráli Češi v telavivské 1. světové skupině 2022.[10]Dějištěm se stala aréna Vitality Slezsko ve Vendryni s kapacitou 1 300 diváků.[11][12] \| \| \| \| \| \| | |                                                            |     |        |          |            |
| | |                                                            | 1.  | 2.     | 3.       |            |
| 1. | | Jakub Menšík Jišaj Oli'el                                  | 6 1 | 7 64   |          |            |
| 2. | | Jiří Lehečka Daniel Cukierman                              | 6 1 | 7 62   |          |            |
| 3. | | Tomáš Macháč / Adam Pavlásek Daniel Cukierman / Edan Lešem | 4 1 |        |          | skreč      |
| 4. | | Vít Kopřiva Orel Kimhi                                     | 3 6 | 6 3    | [11] [9] |            |
| 5. | | Jakub Menšík Daniel Cukierman                              |     |        |          | nehrálo se |
| Nominace | |                                                            |     |        |          |            |
| | Česko: Jiří Lehečka, Tomáš Macháč, Vít Kopřiva, Jakub Menšík, Adam Pavlásek, nehrající kapitán Jaroslav Navrátil |                                                            |     |        |          |            |
| | Izrael: Jišaj Oli'el, Orel Kimhi, Daniel Cukierman, Edan Lešem, Roy Stepanov, nehrající kapitán Jonatan Erlich |                                                            |     |        |          |            |
| Podrobnosti | |                                                            |     |        |          |            |
| | Předchozí poměr vzájemných zápasů mezi Českem a Izarelem činil 4:1. Do bilance byly započítány i střetnutí v letech 1966 a 1987, kdy utkání odehráli reprezentanti předchozího státního útvaru Československa. Naposledy vyhráli Češi v telavivské 1. světové skupině 2022.Dějištěm se stala aréna Vitality Slezsko ve Vendryni s kapacitou 1 300 diváků. |                                                            |     |        |          |            |

### Ukrajina vs. Spojené státy americké
| | Ukrajina                                                                                                  | 0 :                                                              | 4   | Spojené státy americké |     |            |
| --- | --- | ---------------------------------------------------------------- | --- | ---------------------- | --- | ---------- |
| SEB Arena, Vilnius, Litva 1.–2. února 2024 tvrdý (hala) | |                                                                  |     |                        |     |            |
| \| \| \| \| 1. \| 2. \| 3. \| \| \| ----------- \| --------------------------------------------------------------------------------------------------------- \| ---------------------------------------------------------------- \| --- \| ---- \| --- \| ---------- \| \| 1. \| \| Oleksij Krutych Sebastian Korda \| 3 6 \| 7 63 \| 4 6 \| \| \| 2. \| \| Vjačeslav Bielinskyj Christopher Eubanks \| 3 6 \| 2 6 \| \| \| \| 3. \| \| Illja Biloborodko / Oleksij Krutych Austin Krajicek / Rajeev Ram \| 3 6 \| 6 4 \| 3 6 \| \| \| 4. \| \| Vladyslav Orlov Taylor Fritz \| 3 6 \| 4 6 \| \| \| \| 5. \| \| Vjačeslav Bielinskyj Sebastian Korda \| \| \| \| nehrálo se \| \| \| \| \| \| \| \| \| \| \| \| \| \| \| \| \| \| \| \| \| \| \| \| \| \| Podrobnosti \| \| \| \| \| \| \| \| \| V důsledku pokračující vojenské agrese Ruska na Ukrajině se hrálo na neutrální půdě v litevském Vilniusu. \| \| \| \| \| \| | |                                                                  |     |                        |     |            |
| | |                                                                  | 1.  | 2.                     | 3.  |            |
| 1. | | Oleksij Krutych Sebastian Korda                                  | 3 6 | 7 63                   | 4 6 |            |
| 2. | | Vjačeslav Bielinskyj Christopher Eubanks                         | 3 6 | 2 6                    |     |            |
| 3. | | Illja Biloborodko / Oleksij Krutych Austin Krajicek / Rajeev Ram | 3 6 | 6 4                    | 3 6 |            |
| 4. | | Vladyslav Orlov Taylor Fritz                                     | 3 6 | 4 6                    |     |            |
| 5. | | Vjačeslav Bielinskyj Sebastian Korda                             |     |                        |     | nehrálo se |
| | |                                                                  |     |                        |     |            |
| | |                                                                  |     |                        |     |            |
| | |                                                                  |     |                        |     |            |
| Podrobnosti | |                                                                  |     |                        |     |            |
| | V důsledku pokračující vojenské agrese Ruska na Ukrajině se hrálo na neutrální půdě v litevském Vilniusu. |                                                                  |     |                        |     |            |

### Finsko vs. Portugalsko
| | Finsko | 3 :                                                               | 1   | Portugalsko |    |            |
| --- | ------ | ----------------------------------------------------------------- | --- | ----------- | -- | ---------- |
| Gatorade Center, Turku, Finsko 2.–3. února 2024 tvrdý (hala) |        |                                                                   |     |             |    |            |
| \| \| \| \| 1. \| 2. \| 3. \| \| \| -- \| \| ----------------------------------------------------------------- \| --- \| ----- \| -- \| ---------- \| \| 1. \| \| Otto Virtanen Nuno Borges \| 6 2 \| 6 1 \| \| \| \| 2. \| \| Emil Ruusuvuori João Sousa \| 6 2 \| 6 3 \| \| \| \| 3. \| \| Harri Heliövaara / Emil Ruusuvuori Nuno Borges / Francisco Cabral \| 6 4 \| 78 66 \| \| \| \| 4. \| \| Eero Vasa Henrique Rocha \| 4 6 \| 5 7 \| \| \| \| 5. \| \| Otto Virtanen João Sousa \| \| \| \| nehrálo se \| \| \| \| \| \| \| \| \| \| \| \| \| \| \| \| \| \| \| \| \| \| \| \| \| \| \| \| \| \| \| \| \| \| \| \| \| \| \| \| \| |        |                                                                   |     |             |    |            |
| |        |                                                                   | 1.  | 2.          | 3. |            |
| 1. |        | Otto Virtanen Nuno Borges                                         | 6 2 | 6 1         |    |            |
| 2. |        | Emil Ruusuvuori João Sousa                                        | 6 2 | 6 3         |    |            |
| 3. |        | Harri Heliövaara / Emil Ruusuvuori Nuno Borges / Francisco Cabral | 6 4 | 78 66       |    |            |
| 4. |        | Eero Vasa Henrique Rocha                                          | 4 6 | 5 7         |    |            |
| 5. |        | Otto Virtanen João Sousa                                          |     |             |    | nehrálo se |
| |        |                                                                   |     |             |    |            |
| |        |                                                                   |     |             |    |            |
| |        |                                                                   |     |             |    |            |
| |        |                                                                   |     |             |    |            |
| |        |                                                                   |     |             |    |            |

### Tchaj-wan vs. Francie
| | Tchaj-wan | 0 :                                                            | 4   | Francie |      |             |
| --- | --------- | -------------------------------------------------------------- | --- | ------- | ---- | ----------- |
| Taipei Tennis Center, Tchaj-pej, Tchaj-wan 3.–4. února 2024 tvrdý (hala) |           |                                                                |     |         |      |             |
| \| \| \| \| 1. \| 2. \| 3. \| \| \| -- \| \| -------------------------------------------------------------- \| --- \| ---- \| ---- \| ----------- \| \| 1. \| \| Sü Jü-siou Luca Van Assche \| 4 6 \| 4 6 \| \| \| \| 2. \| \| Wu Tchung-lin Adrian Mannarino \| 3 6 \| 5 7 \| \| \| \| 3. \| \| Sü Jü-siou / Jason Jung Nicolas Mahut / Édouard Roger-Vasselin \| 6 3 \| 2 6 \| 61 7 \| \| \| 4. \| \| Ceng Čchun-sin Quentin Halys \| 3 6 \| 63 7 \| \| \| \| 5. \| \| Wu Tchung-lin Luca Van Assche \| \| \| \| nehrálo se} \| \| \| \| \| \| \| \| \| \| \| \| \| \| \| \| \| \| \| \| \| \| \| \| \| \| \| \| \| \| \| \| \| \| \| \| \| \| \| \| \| |           |                                                                |     |         |      |             |
| |           |                                                                | 1.  | 2.      | 3.   |             |
| 1. |           | Sü Jü-siou Luca Van Assche                                     | 4 6 | 4 6     |      |             |
| 2. |           | Wu Tchung-lin Adrian Mannarino                                 | 3 6 | 5 7     |      |             |
| 3. |           | Sü Jü-siou / Jason Jung Nicolas Mahut / Édouard Roger-Vasselin | 6 3 | 2 6     | 61 7 |             |
| 4. |           | Ceng Čchun-sin Quentin Halys                                   | 3 6 | 63 7    |      |             |
| 5. |           | Wu Tchung-lin Luca Van Assche                                  |     |         |      | nehrálo se} |
| |           |                                                                |     |         |      |             |
| |           |                                                                |     |         |      |             |
| |           |                                                                |     |         |      |             |
| |           |                                                                |     |         |      |             |
| |           |                                                                |     |         |      |             |

### Argentina vs. Kazachstán
| | Argentina | 3 :                                                                  | 2    | Kazachstán |       |  |
| --- | --------- | -------------------------------------------------------------------- | ---- | ---------- | ----- |  |
| Jockey Club de Rosario, Rosario, Argentina 3.–4. února 2024 antuka |           |                                                                      |      |            |       |  |
| \| \| \| \| 1. \| 2. \| 3. \| \| \| -- \| \| -------------------------------------------------------------------- \| ---- \| --- \| ----- \| \| \| 1. \| \| Francisco Cerúndolo Dmitrij Popko \| 7 5 \| 6 2 \| \| \| \| 2. \| \| Tomás Martín Etcheverry Timofej Skatov \| 4 6 \| 5 7 \| \| \| \| 3. \| \| Máximo González / Andrés Molteni Oleksandr Nedověsov / Dmitrij Popko \| 63 7 \| 6 4 \| 6 0 \| \| \| 4. \| \| Francisco Cerúndolo Timofej Skatov \| 61 7 \| 4 6 \| \| \| \| 5. \| \| Sebastián Báez Dmitrij Popko \| 6 4 \| 3 6 \| 78 66 \| \| \| \| \| \| \| \| \| \| \| \| \| \| \| \| \| \| \| \| \| \| \| \| \| \| \| \| \| \| \| \| \| \| \| \| \| \| \| \| \| \| |           |                                                                      |      |            |       |  |
| |           |                                                                      | 1.   | 2.         | 3.    |  |
| 1. |           | Francisco Cerúndolo Dmitrij Popko                                    | 7 5  | 6 2        |       |  |
| 2. |           | Tomás Martín Etcheverry Timofej Skatov                               | 4 6  | 5 7        |       |  |
| 3. |           | Máximo González / Andrés Molteni Oleksandr Nedověsov / Dmitrij Popko | 63 7 | 6 4        | 6 0   |  |
| 4. |           | Francisco Cerúndolo Timofej Skatov                                   | 61 7 | 4 6        |       |  |
| 5. |           | Sebastián Báez Dmitrij Popko                                         | 6 4  | 3 6        | 78 66 |  |
| |           |                                                                      |      |            |       |  |
| |           |                                                                      |      |            |       |  |
| |           |                                                                      |      |            |       |  |
| |           |                                                                      |      |            |       |  |
| |           |                                                                      |      |            |       |  |

### Švédsko vs. Brazílie
| | Švédsko | 1 :                                                                  | 3   | Brazílie |     |            |
| --- | ------- | -------------------------------------------------------------------- | --- | -------- | --- | ---------- |
| Helsingborg Arena, Helsingborg, Švédsko 2.–3. února 2024 tvrdý (hala) |         |                                                                      |     |          |     |            |
| \| \| \| \| 1. \| 2. \| 3. \| \| \| -- \| \| -------------------------------------------------------------------- \| --- \| ---- \| --- \| ---------- \| \| 1. \| \| Karl Friberg Thiago Monteiro \| 3 6 \| 65 7 \| \| \| \| 2. \| \| Elias Ymer Gustavo Heide \| 4 6 \| 6 1 \| 6 3 \| \| \| 3. \| \| Filip Bergevi / André Göransson Rafael Matos / Felipe Meligeni Alves \| 2 6 \| 5 7 \| \| \| \| 4. \| \| Elias Ymer Thiago Monteiro \| 6 4 \| 4 6 \| 2 6 \| \| \| 5. \| \| Karl Friberg Gustavo Heide \| \| \| \| nehrálo se \| \| \| \| \| \| \| \| \| \| \| \| \| \| \| \| \| \| \| \| \| \| \| \| \| \| \| \| \| \| \| \| \| \| \| \| \| \| \| \| \| |         |                                                                      |     |          |     |            |
| |         |                                                                      | 1.  | 2.       | 3.  |            |
| 1. |         | Karl Friberg Thiago Monteiro                                         | 3 6 | 65 7     |     |            |
| 2. |         | Elias Ymer Gustavo Heide                                             | 4 6 | 6 1      | 6 3 |            |
| 3. |         | Filip Bergevi / André Göransson Rafael Matos / Felipe Meligeni Alves | 2 6 | 5 7      |     |            |
| 4. |         | Elias Ymer Thiago Monteiro                                           | 6 4 | 4 6      | 2 6 |            |
| 5. |         | Karl Friberg Gustavo Heide                                           |     |          |     | nehrálo se |
| |         |                                                                      |     |          |     |            |
| |         |                                                                      |     |          |     |            |
| |         |                                                                      |     |          |     |            |
| |         |                                                                      |     |          |     |            |
| |         |                                                                      |     |          |     |            |

### Chile vs. Peru
| | Chile | 3 :                                                                                     | 2   | Peru |     |  |
| --- | ----- | --------------------------------------------------------------------------------------- | --- | ---- | --- |  |
| Estadio Nacional, Santiago, Chile 3.–4. února 2024 tvrdý |       |                                                                                         |     |      |     |  |
| \| \| \| \| 1. \| 2. \| 3. \| \| \| -- \| \| --------------------------------------------------------------------------------------- \| --- \| --- \| --- \| \| \| 1. \| \| Alejandro Tabilo Juan Pablo Varillas \| 4 6 \| 6 2 \| 6 1 \| \| \| 2. \| \| Nicolás Jarry Ignacio Buse \| 2 6 \| 6 2 \| 3 6 \| \| \| 3. \| \| Tomás Barrios Vera / Alejandro Tabilo Arklon Huertas del Pino / Conner Huertas del Pino \| 5 7 \| 3 6 \| \| \| \| 4. \| \| Nicolás Jarry Juan Pablo Varillas \| 6 2 \| 6 4 \| \| \| \| 5. \| \| Alejandro Tabilo Ignacio Buse \| 2 6 \| 6 3 \| 6 2 \| \| \| \| \| \| \| \| \| \| \| \| \| \| \| \| \| \| \| \| \| \| \| \| \| \| \| \| \| \| \| \| \| \| \| \| \| \| \| \| \| \| |       |                                                                                         |     |      |     |  |
| |       |                                                                                         | 1.  | 2.   | 3.  |  |
| 1. |       | Alejandro Tabilo Juan Pablo Varillas                                                    | 4 6 | 6 2  | 6 1 |  |
| 2. |       | Nicolás Jarry Ignacio Buse                                                              | 2 6 | 6 2  | 3 6 |  |
| 3. |       | Tomás Barrios Vera / Alejandro Tabilo Arklon Huertas del Pino / Conner Huertas del Pino | 5 7 | 3 6  |     |  |
| 4. |       | Nicolás Jarry Juan Pablo Varillas                                                       | 6 2 | 6 4  |     |  |
| 5. |       | Alejandro Tabilo Ignacio Buse                                                           | 2 6 | 6 3  | 6 2 |  |
| |       |                                                                                         |     |      |     |  |
| |       |                                                                                         |     |      |     |  |
| |       |                                                                                         |     |      |     |  |
| |       |                                                                                         |     |      |     |  |
| |       |                                                                                         |     |      |     |  |